# Simon Hanselmann
Simon Hanselmann (Launceston, Tasmania, 1982) es un autor de cómic underground australiano. Es el creador de la serie Megg, Mogg and Owl. Sus obras han sido publicadas por Fantagraphics (en inglés), por Fulgencio Pimentel (en castellano), por Misma éditions (en francés) y por Avant Verlag (en alemán).

## Vida
Simon vive su infancia y adolescencia en la localidad con mayor índice de criminalidad de toda Australia. Su padre es un "motero" y su madre una adicta a la heroína que recurre a pequeños hurtos y ayudas sociales para sacar adelante a su hijo. A los 8 años Hanselmann realiza ya sus primeros fanzines. En su adolescencia, el dibujante comienza a recibir terapia para tratar episodios de ansiedad y depresión, y poco después comienza a consumir alcohol y las drogas psicotrópicas en abundancia. En 2001 abandona el hogar materno y entre 2009 y 2011 se instala en Londres. 
Desde 2005 dibuja el drama adolescente parcialmente autobiográfico Girl Mountain, que en 2010 constaba ya de más de 200 páginas de las aproximadamente 1000 de las que se compone el proyecto, hasta la fecha inédito. 
En 2008 dibuja por primera vez, para una exposición, a una bruja y su gato, a quienes pronto se sumaría un búho. Megg, Mogg y Owl se convierten inmediatamente en el interés principal del autor. En 2012 crea un tumblr donde ofrece las historias de estos personajes al público, que rápidamente se convierten en un fenómeno viral. El diseño de sus personajes principales se basa, muy libremente,  en los protagonistas de una exitosa serie británica de cuentos infantiles creada en los años 70, Meg and Mog, escrita por Helen Nicoll e ilustrada por Jan Pienkowski. Lejos del tono inocente de esta, la serie de Hanselmann gira en torno a un grupo de inadaptados, consumidores compulsivos de drogas recreativas y series de televisión, escenario que el propio autor ha descrito como una mezcla entre Todd Solondz, Peter Bagge y Los Simpson. El tono eminentemente humorístico de la serie se ve compensado en ocasiones por historias más intimistas, reflejando el propio estado anímico el autor, que confiesa que utiliza sus cómics como terapia. 
También en 2012, Hanselmann crea la serie Truth Zone, en la que los personajes se dedican a loar o destripar la obra de otros autores de cómic.
2013 es el año de la consagración. Hanselmann, que hasta la fecha solo ha visto publicados sus cómics en pequeñas tiradas y autoediciones, recibe una nominación de los prestigiosos premios Ignatz por su historia St. Owl’s Bay. España se organiza una exposición de su obra y la de su amigo HTML Flowers en la galería madrileña Watdafac. En junio, el autor concede una entrevista a la revista The Comics Journal en la que hace outing, confesando su inclinación al travestismo, que compagina con tendencias heterosexuales. La declaración sorprende a sus seguidores, que sin embargo están más que acostumbrados a verlo vestido de mujer (en ocasiones como la bruja Megg) en eventos públicos, fotografías y fragmentos de vídeo que cuelga en su tumblr. En abril de 2014, Misma Éditions en Francia y Fulgencio Pimentel en España publican la primera antología completa de la serie, Hechizo total / Maximal Spleen a la que siguen una participación exclusiva en otra antología de la casa, Terry, un minicómic y un volumen en la editorial decana estadounidense Fantagraphics, que Simon acompaña de un tour por EE. UU. y una sonada "boda con los tebeos" en el marco del festival SPX. A finales de ese mismo año, Hanselmann comienza a recibir multitud de ofertas de trabajo de distintos canales de televisión nortemericanos. En enero de 2015, tres editoriales europeas (Misma, Avant Verlag y Fulgencio Pimentel) publican la segunda gran antología de Hanselmann, Bahía de San Búho / Magical Ecstasy Trip. Para presentarla, a finales de ese mismo mes, Simon realiza su primer viaje a Europa en varios años, con escalas en París, Toulousse, Barcelona y Madrid.
Megg, Mogg y búho ha sido publicado en 13 lenguas en todo el mundo.

## Premios
- 2013 Nominado a los premios Ignatz Outstanding Comic por Bahía del Búho[2]
- 2014 Nominado a los premios Ignatz Outstanding Comic por "Jobs" de Life Zone.[3]
- 2015 Seleccionado en Angoulême festival BD por "Magical Ecstacy Trip".

### Minicomics, webcomics y antologías
- St. Owl's Bay (2013), broadsheet periódico publicado por Floating World Comics.
- Mould Map 3 (2014). historia de dos páginas. Publicado por Landfill Editions.
- Megg, Mogg, & Owl (2014–actualidad), cómic semanal en línea en Vice.
- Werewolf Jones and Sons issue 1 (2015), w/ HTMLflowers, autoeditado.
- Dome (2016). Historia de tres páginas. Publicado por Lagon & Breakdown Press.
- "Winter Trauma" (2016), mini cómic autoeditado.
- "Drone" (2016), mini cómic autoeditado.

### Libros en castellano
- Hechizo total, Fulgencio Pimentel, 2015. (ISBN 978-84-16167-11-1).
- Bahía de san Búho, Fulgencio Pimentel, 2015. (ISBN 978-84-16167-12-8).
- Megg & Mogg, Fulgencio Pimentel, 2015. (ISBN 978-84-16167-24-1).
- Hail Satan!, Fulgencio Pimentel, 2016. (ISBN 978-84-16167-33-3).
- Melancolía, Fulgencio Pimentel, 2016. (ISBN 978-84-16167-39-5).
- El mal camino, Fulgencio Pimentel, 2019 (ISBN 978-84-17617-02-8).[4]
- Zona crítica, Fulgencio Pimentel, 2022 (ISBN 978-84-17617-71-4).
- Café romántica, Fulgencio Pimentel, 2025 (ISBN 978-84-17617-06-6).